# Hermann Hahn

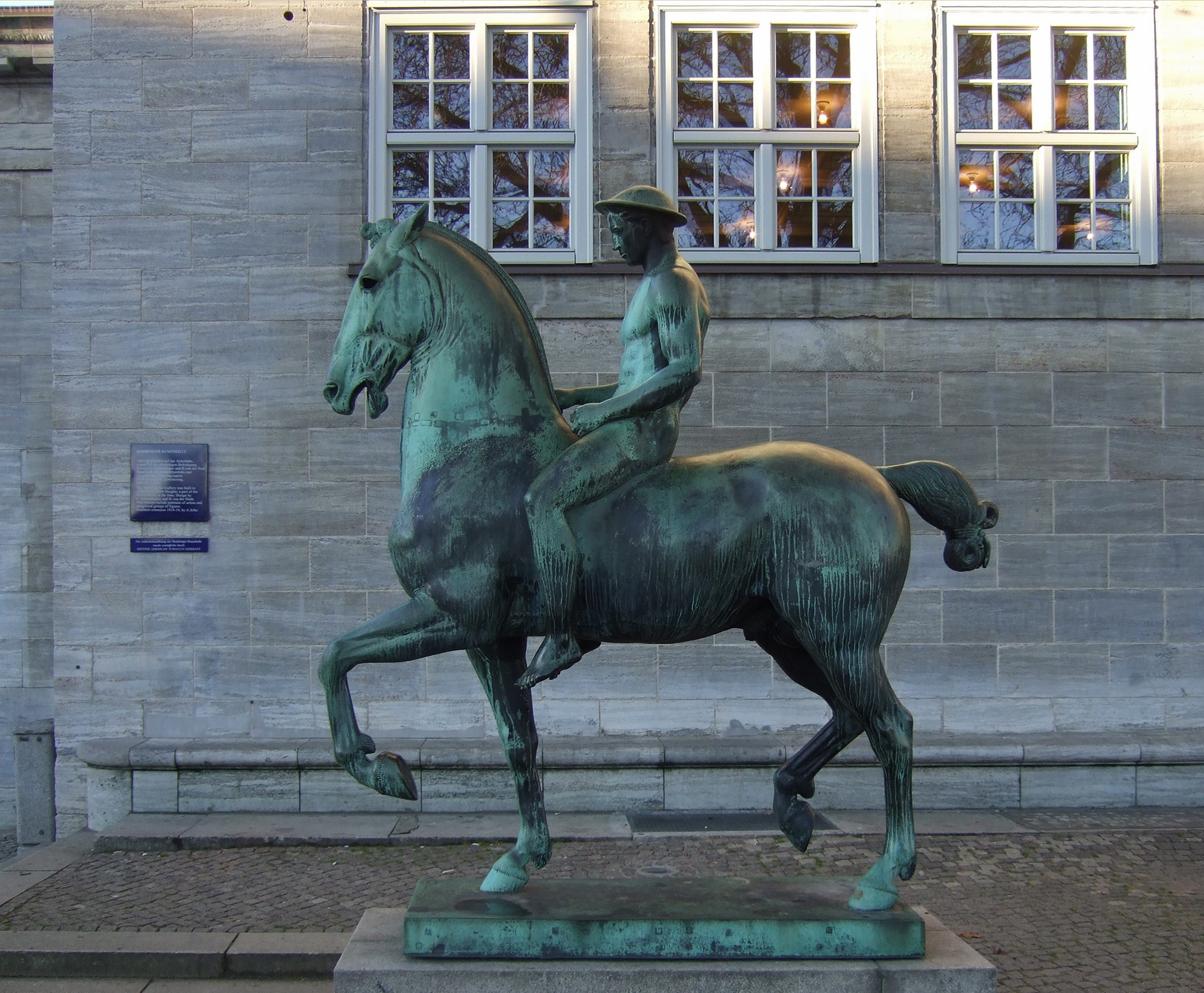
Der junge Reiter, 1908, Hamburg.

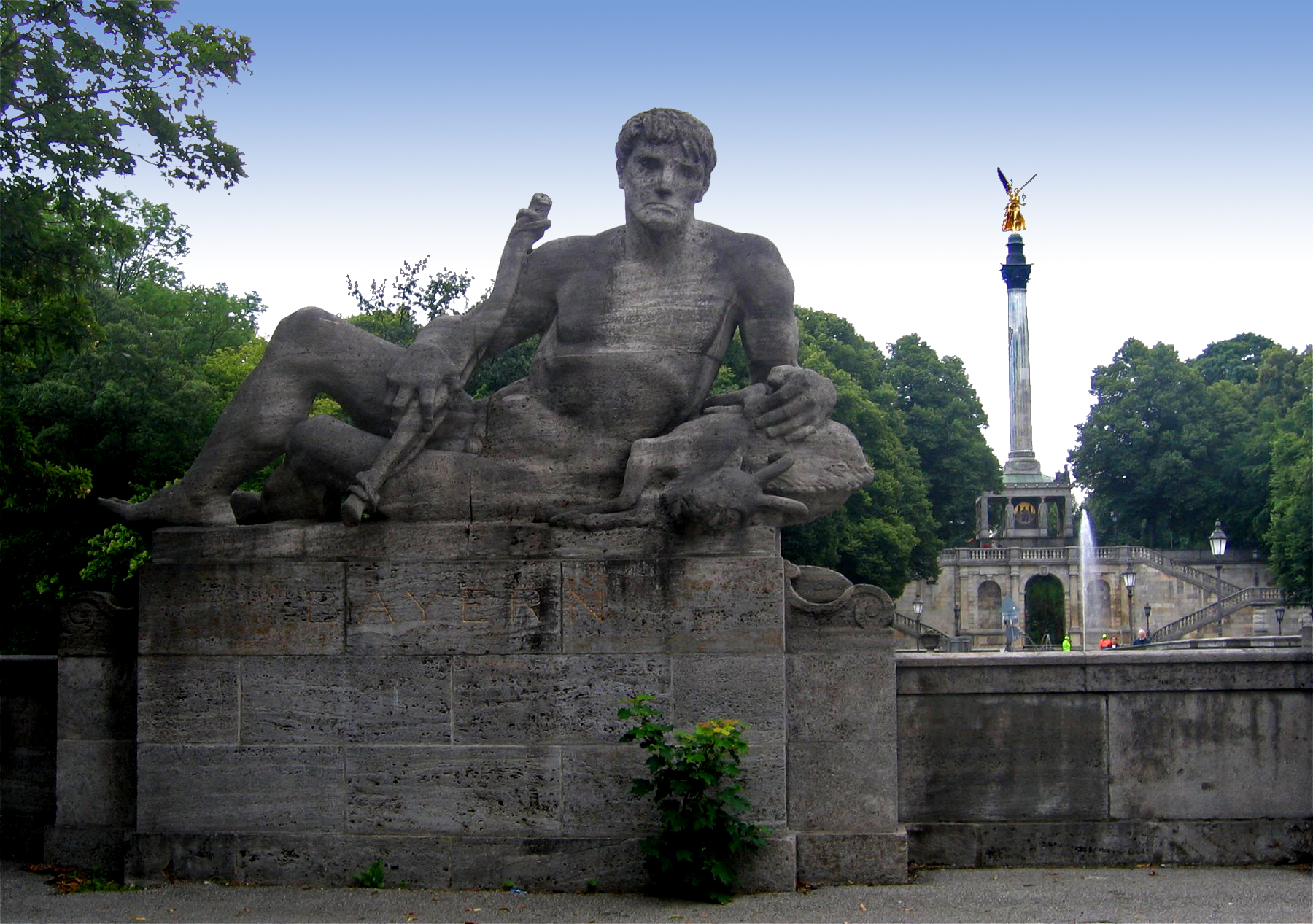
Jäger (Bayern), 1911, München.

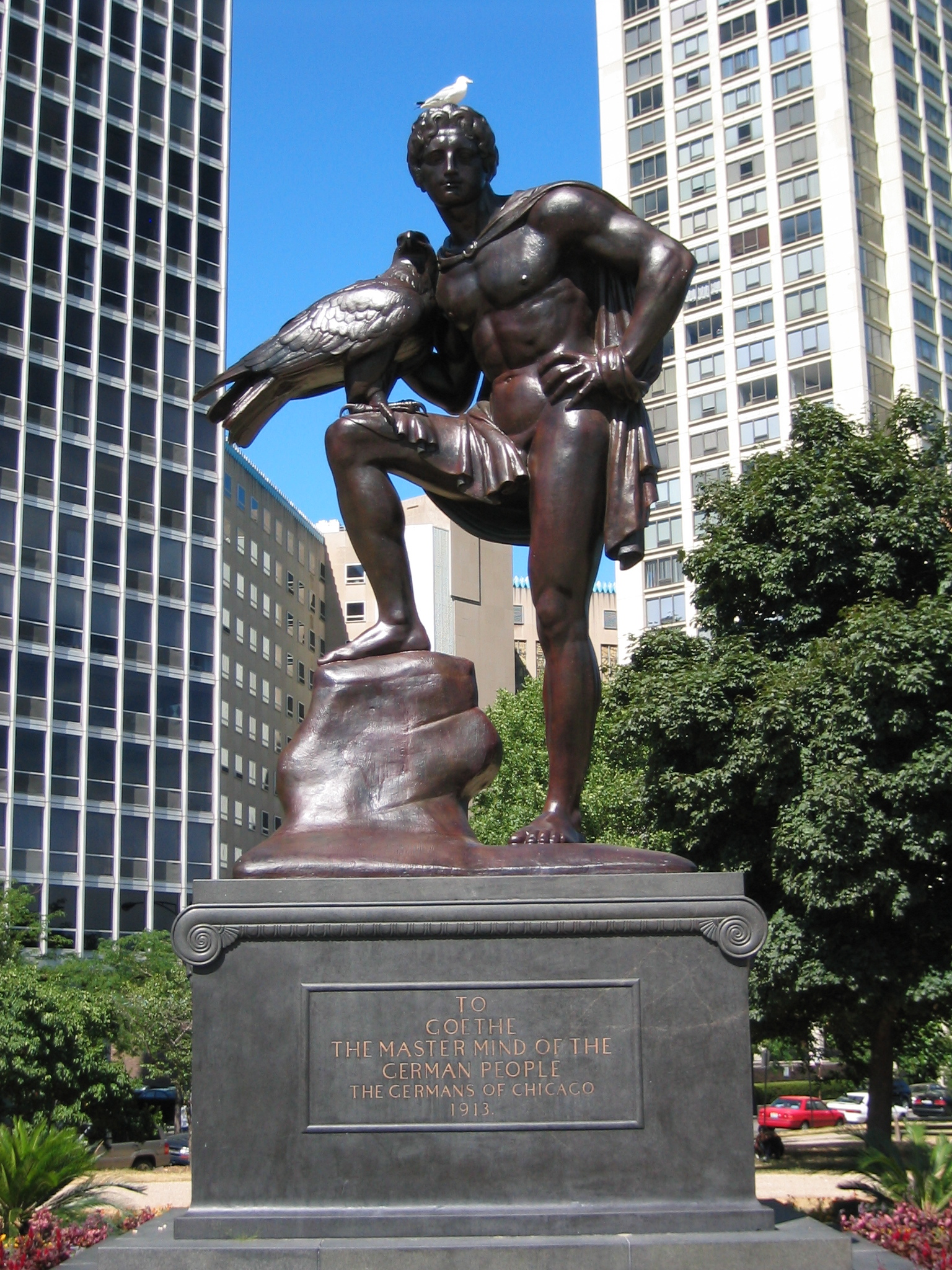
Goethe-Monument, 1912, Chicago.

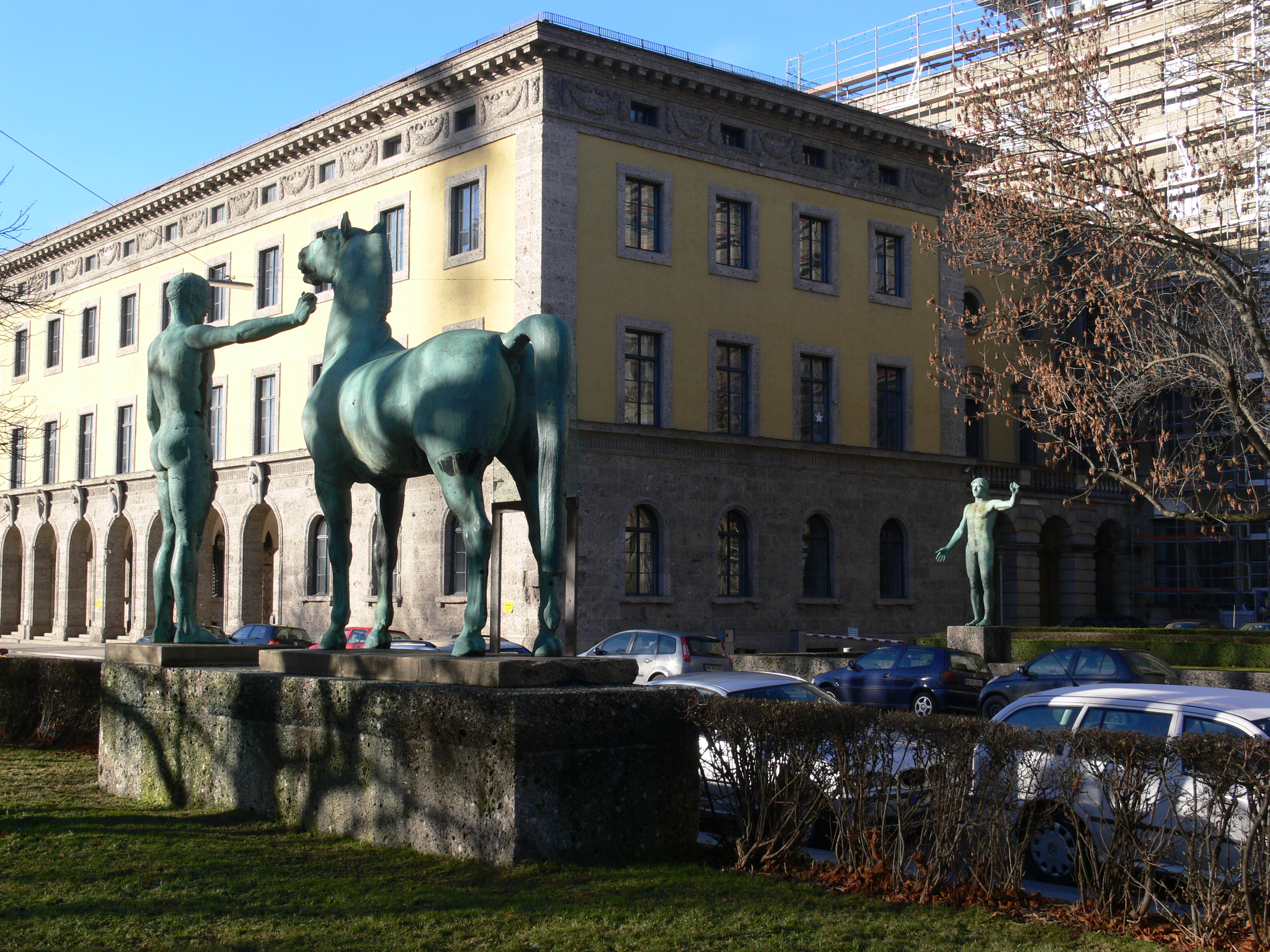
Rosselenker, 1928, Skulpturenpark Pinakotheken i München.

Hermann Hahn, född 28 november 1868 i Kloster Veilsdorf, död 18 augusti 1942 i Pullach im Isartal, var en tysk skulptör.
Hahn utbildade sig hos hovmålaren Rudolf Oppenheim i Rudolstadtoch därefter 1887–92 vid Königliche Kunstgewerbeschule i München och för Wilhelm von Rümann vid Akademie der Bildenden Künste i München. Därefter företog han studieresor i Storbritannien, Frankrike, Belgien, Nederländerna och Grekland såväl som en längre vistelse i Italien. Efter återkomsten till München blev han professor 1902 vid Konstakademien.

## Offentliga verk i urval
- Fischerei, 1894, allegorisk figur på Ludwigsbrücke i München
- Minnesmärke över Moltke, 1899, i Chemnitz
- Minnesmärke över Franz Liszt, 1900, i Weimar
- Jäger, 1901, allegorisk figur representerande det gamla Bayern på Luitpoldbrücke i München
- Minnesmärke över Martin Luther, 1903, i Speyer
- Jungfrau auf Einhorn, 1907 i Bavariapark i Schwanthalerhöhe
- Minnesmärke över Moltke, 1909, i Bremen
- Marcus-Brunnen, 1909, på Liebfrauenkirchhof i Bremen
- Goethe-monument, 1912, i Chicago
- Minnesmärke över Goethe, 1919, i Wiesbaden
- Rosselenker, brons, 1928, framför Technische Hochschule, Arcissstrasse i München, tillsammans med Bernhard Bleeker
- Rosselenker, 1928-31, Goethestrasse 31 i Ludwigvorstadt i München